# Фотолітографія

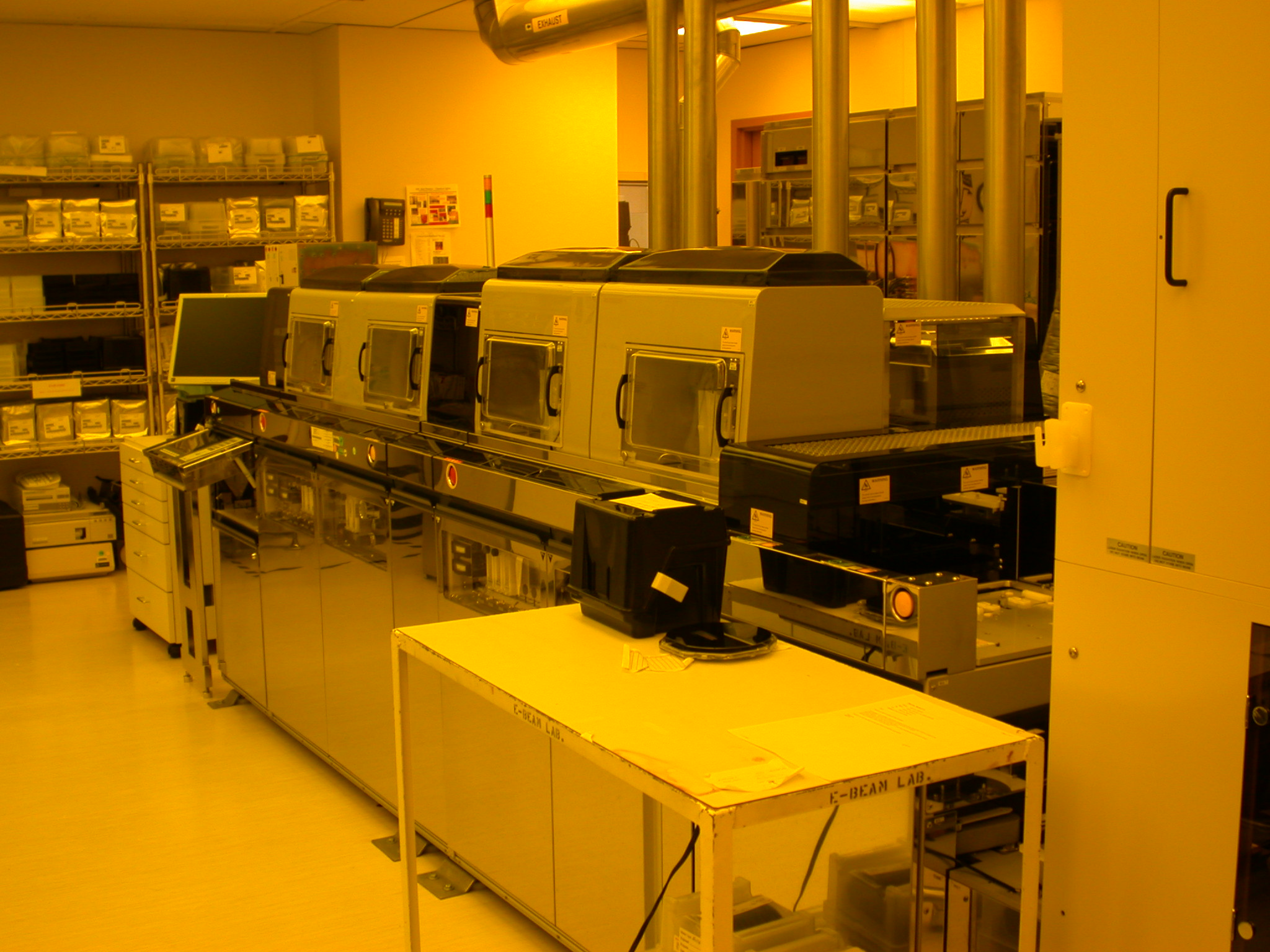
Лінія фотолітографії для виробництва кремнієвих пластин

Фотолітогра́фія — метод отримання трафарету на тонкій плівці матеріалу, який широко використовують у мікроелектроніці і в поліграфії. Один з основних процесів планарної технології при виробництві напівпровідникових приладів.
Для отримання відбитка використовують світло певної довжини хвилі. Мінімальний розмір деталей малюнку — половина довжини хвилі (обмежується дифракцією світла).
Принципова відмінність фотолітографії від інших видів літографії полягає у тому, що експонування проводиться видимим або ультрафіолетовим випромінюванням, тоді як в інших видах літографії для цього використовується рентгенівське випромінювання, потік електронів, потік іонів, жорсткий ультрафіолет тощо.

## Термінологія
Фоторезист — спеціальний матеріал, який при освітленні змінює свої фізико-хімічні властивості, перш за все, розчинність.
Фотошаблон — пластина, прозора для електромагнітного випромінювання, яке використовується в цьому процесі, з непрозорим малюнком.

## Процес фотолітографії
Основні етапи процесу фотолітографії:
1. На товсту підкладку (в мікроелектроніці часто використовують кремній) наносять тонкий шар матеріалу (це може бути і окис кремнію), з якого треба сформувати малюнок. На цей шар наноситься фоторезист.
2. Проводиться експонування через фотошаблон (контактним чи проєкційним методом).
3. Освітлені ділянки фоторезисту змінюють свою розчинність і їх можна видалити (позитивний процес) хімічним способом (травленням). Звільнені від фоторезисту ділянки також видаляються.
4. Заключна стадія — видалення залишків фоторезисту.

Якщо після експонування стають розчинними незасвічені ділянки фоторезисту, то процес фотолітографії називається негативним.

## Методи фотолітографії
За джерелом випромінювання (вказана довжина хвилі):
- Ртутна лампа (близько 400 нм)
- Ексимерний лазер KrF (248 нм)
- Ексимерний лазер ArF (193 нм)
- Ексимерний лазер F2 (157 нм; тільки експериментальні зразки)
- EUV літографія (близько 13 нм; промислове обладнання компанії ASML)
- Рентгенівська літографія (менше ніж 1 нм; тільки експериментальні зразки)

Технології, які дозволяють покращити техпроцес:
- Optical proximity correction[en]
- Off-axis illumination[en]
- Phase-shift mask[en]
- Імерсійна літографія
- Multiple patterning[en]

## Альтернативні способи
- «Вибуховий» (зворотна фотолітографія). При його використанні шар матеріалу наноситься на шар засвіченого і протравленого фоторезисту, після чого залишки фоторезисту видаляються, виносячи з собою ділянки шару матеріалу, під якими був фоторезист.

Використовують для виготовлення малюнків з матеріалів, які погано травляться або травники дуже токсичні.
- «Випалювання». Необхідні вікна в полімерному шарі руйнуються під впливом потужного випромінення, яке випаровує плівку або пропалюює сам матеріал наскрізь. Використовують для виготовлення малотиражних офсетних форм і в деяких системах різографії.